# Världsmästerskapen i badminton 2005
Världsmästerskapen i badminton 2005 anordnades den 15-21 september i Anaheim, Kalifornien. 

## Medaljsummering
| Pl.    | Nation      | Guld | Silver | Brons | Totalt |
| ------ | ----------- | ---- | ------ | ----- | ------ |
| 1      | Kina        | 2    | 4      | 1     | 7      |
| 2      | Indonesien  | 2    | 1      | 1     | 4      |
| 3      | USA         | 1    | -      | -     | 1      |
| 4      | Malaysia    | -    | -      | 2     | 2      |
| 5      | Danmark     | -    | -      | 1     | 1      |
| 5      | Tyskland    | -    | -      | 1     | 1      |
| 5      | Sydkorea    | -    | -      | 1     | 1      |
| 5      | Nya Zeeland | -    | -      | 1     | 1      |
| 5      | Thailand    | -    | -      | 1     | 1      |
| 5      | Taiwan      | -    | -      | 1     | 1      |
| Totalt | Totalt      | 5    | 5      | 10    | 20     |

## Resultat
| Event       | Guld                         | Silver                       | Brons                                   |
| Herrsingel  | Taufik Hidayat               | Lin Dan                      | Peter Gade                              |
| Herrsingel  | Taufik Hidayat               | Lin Dan                      | Lee Chong Wei                           |
| Damsingel   | Xie Xingfang                 | Zhang Ning                   | Xu Huaiwen                              |
| Damsingel   | Xie Xingfang                 | Zhang Ning                   | Cheng Shao-chieh                        |
| Herrdubbel  | Tony Gunawan Howard Bach     | Candra Wijaya Sigit Budiarto | Luluk Hadiyanto Alvent Yulianto         |
| Herrdubbel  | Tony Gunawan Howard Bach     | Candra Wijaya Sigit Budiarto | Chan Chong Ming Koo Kien Keat           |
| Damdubbel   | Yang Wei Zhang Jiewen        | Gao Ling Huang Sui           | Zhang Dan Zhang Yawen                   |
| Damdubbel   | Yang Wei Zhang Jiewen        | Gao Ling Huang Sui           | Lee Kyung-won Lee Hyo-jung              |
| Mixeddubbel | Nova Widianto Lilyana Natsir | Xie Zhongbo Zhang Yawen      | Daniel A Shirley Sara Runesten-Petersen |
| Mixeddubbel | Nova Widianto Lilyana Natsir | Xie Zhongbo Zhang Yawen      | Sudket Prapakamol Saralee Thungthongkam |

## Deltagande nationer
| - Österrike [3] - Belgien [3] - Bulgarien [3] - Kanada [14] - Kina [21] - Taiwan [4] - Tjeckien [4] - Danmark [16] - England [18] - Estland [3] - Finland [3] - Frankrike [10] - Tyskland [8] - Guatemala [2] - Hongkong [8] - Island [2] - Indien [4] | - Indonesien [10] - Iran [3] - Irland [4] - Israel [1] - Italien [2] - Japan [20] - Litauen [1] - Malaysia [21] - Nederländerna [7] - Nya Zeeland [11] - Nigeria [2] - Norge [1] - Pakistan [4] - Peru [5] - Filippinerna [2] - Polen [5] - Ryssland [4] | - Skottland [9] - Singapore [10] - Slovenien [8] - Sydafrika [3] - Sydkorea [11] - Spanien [6] - Sri Lanka [1] - Surinam [2] - Sverige [7] - Schweiz [4] - Thailand [10] - Trinidad och Tobago [2] - Ukraina [3] - USA [15] - Vietnam [1] - Wales [2] |